# Chucho Avellanet
Armando Hipólito Avellanet González, más conocido como Chucho  Avellanet (Mayagüez; 13 de  agosto de 1941), es un cantante y actor puertorriqueño.

## Biografía
Avellanet nació en Mayagüez, descendiente de emigrantes italianos y catalanes. Su carrera musical comenzó en la costa oeste de Puerto Rico, siendo vocalista de tríos como los Duendes. Paralelamente, hizo de actor cómico en algunas presentaciones en la universidad. Tomó lecciones de canto de la soprano puertorriqueña Rina de Toledo.
Cuando retornó del servicio militar en Carolina del Norte fue descubierto por Gaspar Pumarejo, un promotor de origen cubano, que lo introdujo en el mundo de la televisión de Puerto Rico, a través de presentaciones diarias en su show.
Su primera presentación formal fue como telonero de Myrta Silva, en el Tropicoro Room del hotel San Juan en Carolina, Puerto Rico.
Avellanet alcanzó popularidad entre los adolescentes de Puerto Rico durante los años 1960 como miembro de la Nueva ola, movimiento de música pop que en ese momento incluía figuras como Lissette Álvarez, Lucecita Benítez, Yolandita Monge, Ednita Nazario y Charlie Robles. Por esa época grabó Fugitiva, su primer álbum. Su primer hit fue “Magia blanca”, versión en español de la canción Devil woman de Marty Robbins; posteriormente alcanzó proyección internacional con “Jamás te olvidaré”,  versión de I Can't Stop Loving You.
Avellanet pronto se unió al sello discográfico estadounidense United Artists con el que grabó 15 producciones. En 1967 contrae matrimonio con la cantante Lissette Álvarez, de quien se divorció dos años después.
En 1972 Avellanet, terminó en el cuarto lugar del Festival OTI en España. En los años 1980, era bien conocido tanto como cantante como por actor, destacándose su labor en El Show de Chucho y Lissette, con su esposa de aquel entonces Lissette Álvarez. Más tarde en El Show de Chucho, participó como actor en los segmentos de comedia y en comerciales como los de la cerveza Schaefer. 
En 1994, Avellanet, Lucecita Benítez y Lissette Álvarez se unieron para un solo concierto. Participó como cantante en la apertura y cierre de los “Juegos Centroamericanos y del Caribe" de 2010.

## Discografía[3]
La siguiente es una lista parcial de las grabaciones de Chucho Avellanet, debido a que algunas grabaciones originales no fueron digitalizadas o fueron descatalogadas al desaparecer algunas empresas discográficas.

### Discografía original
| Año de publicación | Título                                                              | Discográfica                             |
| ------------------ | ------------------------------------------------------------------- | ---------------------------------------- |
| 1965               | Baladas. Spanish Sounds In Country Music                            | United Artists (EE. UU.)                 |
| 1965               | Love & Violins (Amor y Violines)                                    | United Artists Latino (EE. UU.)          |
| 1967               | Boleros de amor                                                     | United Artists Latino (EE. UU.)          |
| 1967               | Detrás de mi sonrisa                                                | United Artists (EE. UU.)                 |
| 1967               | Navidad con Chucho                                                  | United Artists (EE. UU.)                 |
| 1968               | Canción para vivir                                                  | United Artists Latino (EE. UU.)          |
| 1969               | No es un juego el amor                                              | United Artists Latino (EE. UU.)          |
| 1969               | More Love & Violins                                                 | United Artists Latino (EE. UU.)          |
| 1970               | Ya es hora de amar                                                  | United Artists Latino (EE. UU.)          |
| 1970               | Yo amo de más                                                       | United Artists Latino (EE. UU.)          |
| 1971               | Con amor                                                            | United Artists (EE. UU.)                 |
| 1971               | Love Story                                                          | United Artists (EE. UU.)                 |
| 1972               | Si yo fuera rico                                                    | United Artists (EE. UU.)                 |
| 1973               | Por ti                                                              | United Artists Latino (EE. UU.)          |
| 1973               | Jamás te olvidaré                                                   | United Artists Latino (EE. UU.)          |
| 1974               | Con Chucho Avellanet y la Tuna de Cayey                             | Hit Parade (Puerto Rico)                 |
| 1976               | Romance                                                             | Artomax Music Studio (Puerto Rico)       |
| 1977               | El Romántico de América Chucho Avellanet con La Rondalla Venezolana | El Palacio de la Música (Venezuela)      |
| 1977               | Y hoy me recuerdas...                                               | Artomax Music Studio (Puerto Rico)       |
| 1978               | ....Es una canción de amor                                          | Velvet de Puerto Rico                    |
| 1979               | Cita en Venezuela                                                   | Velvet de Venezuela                      |
| 1980               | Recordando a Tito Rodríguez en sus canciones de amor                | Velvet de Puerto Rico                    |
| 1981               | 20 Años en la canción                                               | Velvet de Puerto Rico                    |
| 1982               | Yo siento...yo canto                                                | TH Records & Tapes (EE. UU.)             |
| 1984               | Chucho Avellanet                                                    | Velvet de Puerto Rico                    |
| 1984               | Desde el alma                                                       | Discos Unicornio (México)                |
| 1999               | Cada noche un amor                                                  | El Palacio de la Música (Venezuela)      |
| 2011               | Un gusto a mujer                                                    | Apollo Music - Universal Music (EE. UU.) |
| 2007               | Bohemio                                                             | Klasico Records (EE. UU.)                |
| 2011               | Esta noche está para boleros                                        | Klasico Records (EE. UU.)                |